# PC 스피커
PC 스피커(PC speaker)는 일부 IBM PC 호환 컴퓨터에 내장된 스피커이다. 최초의 IBM 개인용 컴퓨터인 모델 5150 모델에는 표준 2.25인치 자기 구동 스피커를 이용하였다. 더 최근에 출시된 컴퓨터들은 압전소자(피에조) 방식의 스피커를 대신 이용한다. 이 스피커는 소프트웨어와 펌웨어가 사용자에게 소리로 하드웨어 실패와 같은 보고를 하기 위해 피드백을 전달할 수 있다. PC 스피커는 프로그래머블 인터벌 타이머(PIT), 인텔 8253, 8254 칩을 사용하여 파형을 만들어 내보낸다.

## 용도

### 바이오스 오류 코드
PC 스피커는 시동 자체 시험(POST) 시퀀스 중에 부팅 오류를 지시하기 위해 사용된다. 그래픽 카드 이전에 활성화되기 때문에 훨씬 더 복잡한 그래픽 카드의 초기화를 방해하는 문제들에 관한 "비프 코드" 통신에 사용할 수 있다. 이를테면, 비디오 바이오스는 작동 중인 램이 시스템에 존재하지 않을 경우 일반적으로 그래픽 카드를 활성화할 수 없는 반면, 스피커의 비프음은 ROM과 CPU 레지스터만 있어도 동작할 수 있다. 일반적으로 각기 다른 오류 코드들은 특정한 비프음 패턴에 의해 인지할 수 있는데, 이를테면 "하나의 비프음, 잠시 정지, 세 개의 비프음, 잠시 정지, 반복"과 같은 형태이다. 이러한 패턴들은 바이오스 제조업체마다 다르며 일반적으로 메인보드의 기술 문서에 문서화되어 있다.

### 게임
PC 스피커는 당시 1990년대 중순의 루카스아츠 시리즈의 어드벤처 게임과 같은 컴퓨터 게임의 폴리포니 음악이나 효과음을 만드는데 매우 혁신적인 방법으로 종종 사용되었다. 《스페이스 헐크》와 《핀볼 판타지》와 같은 여러 게임들이 이러한 효과음을 내기 위해 PC 스피커를 사용했으며, 스페이스 헐크는 특히 완전한 사람의 언어도 출력이 가능했다.
그러나 PCM 재생에 사용된 방식이 타이밍 문제에 매우 민감했기 때문에 이 결과로 저속의 PC에서는 눈에 띄게 느려지고, 고속의 PC(프로그램 개발 당시의 것보다 더 빠른 PC)에서는 완전히 재생을 실패하는 일이 가끔 있다. 또, 프로그램들이 소리 등을 재생하는 중에 디스플레이 업데이트하는 일이 어려운 편에 속했다. 그러므로 1990년 이후 사운드 카드(초기화 시 CPU와 독립적으로 복잡한 소리를 출력할 수 있음)가 PC 시장의 주류로 되었을 때 선호되는 출력 장치로서 빠르게 PC 스피커를 대체해나갔다. 최신의 PC 게임들은 1990년대 중순 PC 스피커 지원을 중단하였다.

### 기타 프로그램
MP(모듈 플레이어, 1989년), 스크림트래커, 패스트 트래커, 임펄스 트래커를 포함한 여러 프로그램들, 심지어는 리눅스 및 마이크로소프트 윈도우용 장치 드라이버는 본문에 나중에 기술될 특수 기법을 사용하여 PC 스피커를 통해 펄스 부호 변조(PCM)를 재생할 수 있다.
현대의 마이크로소프트 윈도우 운영 체제들은 특수 기능을 갖춘 별도의 장치로서 PC 스피커를 지원하고 있는데, 즉 일반 오디오 출력 장치로 구성이 불가능함을 뜻한다. 일부 소프트웨어는 이 특수한 사운드 채널을 사용하여 소리를 출력한다. 이를테면 스카이프는 주 오디오 출력 장치를 들을 수 없을 때(이를테면 볼륨이 최소 수준으로 설정되었다든지 앰프가 꺼져있는 경우)를 대비해 리버스 콜링 시그널(reserve calling signal) 장치로 PC 스피커를 사용할 수 있다.

## 핀 출력

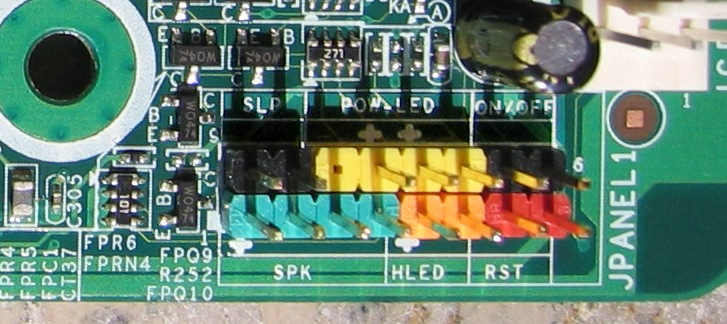
메인보드 위의 4핀 스피커 단자 (SPK 표시된 부분)

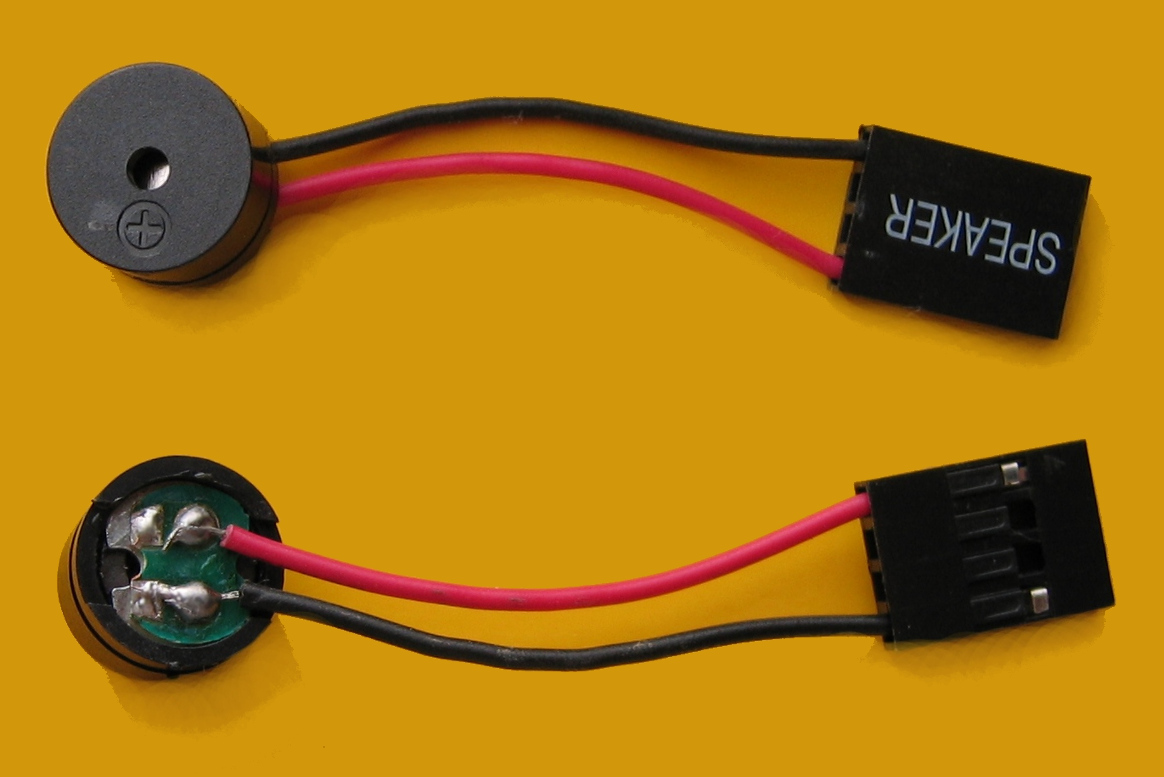
피에조(piezoelectric) PC 스피커는 4핀 2선 연결을 사용한다.

일부의 경우 PC 스피커는 컴퓨터의 메인보드에 직접 부착되어 있다. 최초의 IBM PC를 포함한 그 밖의 경우 스피커는 메인보드의 단자에 선을 통해 연결된다. 일부 PC 케이스들은 PC 스피커가 미리 설치되어 있는 경우가 있다. 유선 PC 스피커 단자는 2, 3, 4핀 구성일 수 있으며 2~3개의 선일 수 있다. 스피커의 암(female) 단자는 메인보드의 SPEAKER, SPKR로 표시되곤 하는 핀 헤더에 연결한다.
| 핀 번호 | 핀 이름      | 핀 기능                   |
| ------- | ------------ | ------------------------- |
| 1       | -SP          | 스피커 음극               |
| 2       | GND 또는 KEY | 접지 또는 선 연결 없는 키 |
| 3       | GND          | 접지 (그라운드)           |
| 4       | +SP5V        | 스피커 양극 +5V DC        |

## 펄스폭 변조
PC 스피커는 일반적으로 오직 2 레벨의 출력을 통해 방형파를 재생하는 것을 의미한다. (스피커는 오직 2개의 전압 레벨로 구동되는데, 일반적으로 0 V와 5 V이다) 그러나 짧은 펄스의 타이밍을 조심스럽게 조절함으로써(예: 출력 레벨에서 다른 레벨로 이동하고 다시 처음으로 되돌아올 때), 또 스피커의 물리적 필터링 특성에 의존함으로써(제한된 주파수 반응, 자기 인덕턴스 등) 최종 결과는 중간의 사운드 레벨과 일치하게 된다. 이는 효율적으로 스피커가 대체적인 6비트 DAC로 기능할 수 있다는 것을 의미하므로 PCM 오디오의 대략적인 재생을 가능케 한다. 이 기법을 펄스 폭 변조(PWM)라 부르며 특히 클래스 D 앰프에서 사용된다.
PC 스피커를 사용하면 이 방식은 제한된 품질의 재생을 달성할 수 있다. 즉, 품질은 PWM 반송 주파수(효율적인 샘플레이트)와 출력 레벨의 수(효율적인 비트레이트) 간에 타협을 보며 결정된다. 스피커를 구동하는 PC의 프로그래머블 인터벌 타이머(PIT)의 클럭 속도는 1,193.18 kHZ로 고정된다. 이렇게 상대적으로 낮은 변조 주파수는 제한된 해상력의 인지는 가능한 저품질 오디오를 만들어낸다.
사운드 블라스터와 기타 사운드 카드의 등장에 힘입어, 복잡한 소리 출력에 PC 스피커를 사용하는 일은 흔치 않다.

## 같이 보기
- 인텔 8253
- 리얼사운드